# Беккельн
Беккельн (нім. Beckeln) — громада в Німеччині, розташована в землі Нижня Саксонія. Входить до складу району Ольденбург. Складова частина об'єднання громад Гарпштедт.
Площа — 33,42 км2. Населення становить 766 ос. (станом на 31 грудня 2021).